# BANDやろうぜ
『BANDやろうぜ』（バンドやろうぜ）は、1988年から2004年に宝島社から発行されていた音楽雑誌。月刊誌で通称「バンやろ」。

## 概要
宝島社から発売されていた月刊の音楽雑誌。
国内のバンド（アーティスト）特集などを中心にバンドマン必見となる楽器・音楽機材や全国のライブハウス・スタジオなどの特集なども掲載されている。
いわゆる80年代のバンドブームや90年代のヴィジュアル系ブームなども合わさって人気音楽雑誌となったが、2004年7月号を最後に休刊となった。

### その他
毎月掲載されていたメンボ（メンバー募集）コーナーは人気で多くのバンドマンに活用された。メンボの用語はここから広がり定着したと言われている。
邦楽が中心であったが世界中の音楽シーンやこれまでの音楽史を取り上げることも多く、洋楽や世界中のギタリストの特集などが組まれることも多かった。
バンドマン目線でのステージ衣装などの特集やライブステージや機材セッティングなどの入門的なコーナーも人気を集めた。
90年代にはNHK主催のBSヤングバトルやニューライフ・アドベンチャー主催・文化庁後援の全国高校生音楽祭の協賛としてBANDやろうぜでライブの模様が定期的に掲載された。

## 掲載された主なアーティスト
特集インタビュー、ライブレポート、レビューなど本紙面で掲載された主なアーティスト
- 忌野清志郎
- X JAPAN
- BUCK-TICK
- BOØWY
- THE BLUE HEARTS
- プリンセス プリンセス
- LINDBERG
- THE STAR CLUB
- UNICORN
- JUN SKY WALKER(S)
- 筋肉少女帯
- GLAY
- ZIGGY
- シャ乱Q
- BAKU
- 黒夢
- COBRA
- SOPHIA
- JUDY AND MARY
- SIAM SHADE
- THE STREET SLIDERS
- THE YELLOW MONKEY
- LUNA SEA
- たま
- 有頂天
- THE POGO

（他）